# Chiara Tissen
Chiara Tissen (Hoorn, 5 maart 1964) is een Nederlands (toneel)actrice, schrijfster, docente, vertaalster en voice-over. Ze speelde verschillende rollen in televisieseries, theatervoorstellingen en musicals. Tissen heeft tevens drie boeken op haar naam staan. Ze werd tweemaal genomineerd voor een John Kraaijkamp Musical Award, onder meer voor 'Beste vrouwelijke bijrol in een kleine musical' in De scheepsjongens van Bontekoe.

## Filmografie

### Film
- 2001: De nacht van Aalbers, als receptioniste
- 2001: First Child on the Moon
- 2002: De enclave
- 2002: Pietje Bell, als verpleegster
- 2013: Chez Nous, als zuster
- 2014: Binnen vier muren, als thuiszorg hulp

### Televisie
- 1997: Zeeuws meisje, als Miss Groningen
- 1998: Baantjer, als Susanne Korver
- 2000: De Geheime Dienst
- 2000: Wildschut & De Vries, als marinier
- 2002: Ernstige Delicten, als Martha
- 2004: Het glazen huis, als Yolanda van Brakel
- 2007-2008: Keyzer & De Boer Advocaten, als Mirella Landschot
- 2009: De co-assistent, als dokter Jagersma
- 2009: Sorry Minister, als mevrouw Rogiers
- 2009-2016: Goede tijden, slechte tijden, als rechter
- 2011: De geheimen van Barslet, als Nel de Vries
- 2013: Divorce, als Annemarie
- 2013: Dokter Tinus, als Jetske Steenman
- 2013: Sophie's Web, als Hermien
- 2014: Bluf, als Thea Bender
- 2015: Gouden Bergen, als medewerker uitzendbureau
- 2015: Volgens Jacqueline, als buurvrouw Elsie
- 2016: Tessa, als Angela
- 2017: Meisje van plezier, als winkelverkoopster
- 2018: Smeris, als Gretta Moker
- 2023: Flikken Rotterdam, als Marianne Haverkort
- 2023-2024: Flikken Maastricht, als Benthe Voorthuis

## Vertalingen
Toneel
- Antigone van Jean Anouilh
- Pflugversuch van Volker Schmidt (onder de titel Ploegen)
- Terror van Ferdinand von Schirach, 2017
- An Inspector Calls van J.B. Priestley, 2018 (onder de titel De inspecteur en het dode meisje).

Proza
- Liefde in tijden van haat 1929-1939 van Florian Illies, Atlas Contact, Amsterdam, 2022.